# Goibniu
Nella mitologia irlandese, Goibniu (affine all'antico irlandese gobae ‘fabbro’) era il fabbro dei Túatha Dé Danann. Si ritiene che sia stato un dio fabbro, associato anche all'ospitalità. È quindi imparentato con il gallese Gofannon e il gallico Gobannus.
Nelle confuse genealogie dei Túatha Dé Danann, è detto figlio di Brigid e Tuireann e fratello di Creidhne e Luchtaine. I tre fratelli erano conosciuti come i Trí Dé Dána, i tre maestri delle arti. Altre fonti identificano suo padre come Esarg o Tuirbe Trágmar. È anche esplicitamente citato come fratello di Dian Cecht e Nuada. Nel Lebor Gabála Érenn, è raggruppato con Creidne, Luicne e Dian Cecht, senza che venga tuttavia chiarita la loro ascendenza.
Goibniu veniva considerato in possesso di poteri magici tali da potergli permettere di forgiare armi infallibili. 
La leggenda racconta che in una battaglia contro i Fomori fu ferito e venne guarito nell'acqua di fonte risanatrice. Inoltre, la leggenda racconta anche che Goibniu possedesse l'idromele della vita eterna e quindi venne anche preposto alla fermentazione della birra. 